# Kreuzherrenkirche (Prag)

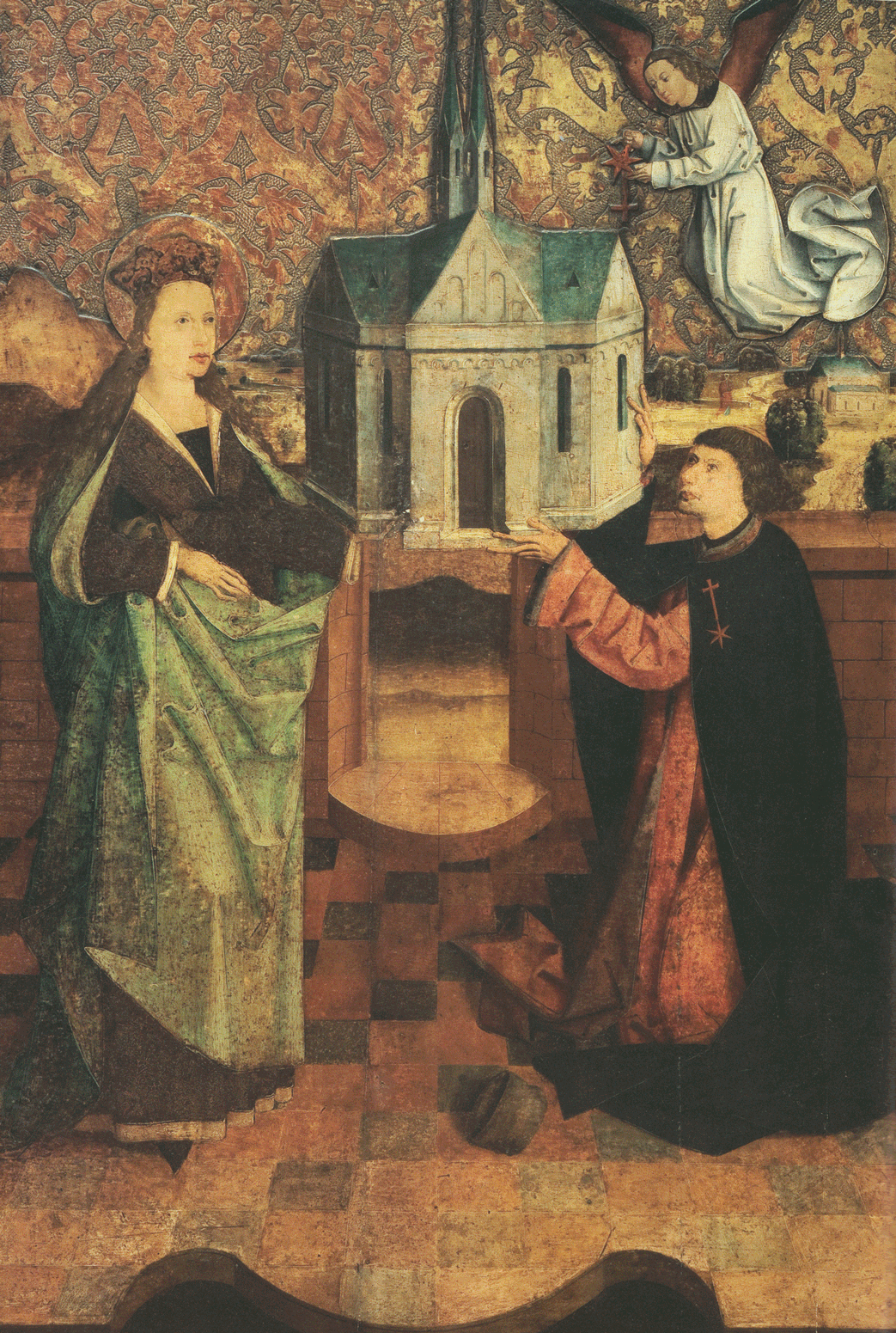
Die heilige Agnes übergibt dem Großmeister Nikolaus Puchner ein Model der ursprünglichen Kirche, Altar des Großmeisters Nikolaus Puchner, Unbekannter Künstler, Prag um 1482

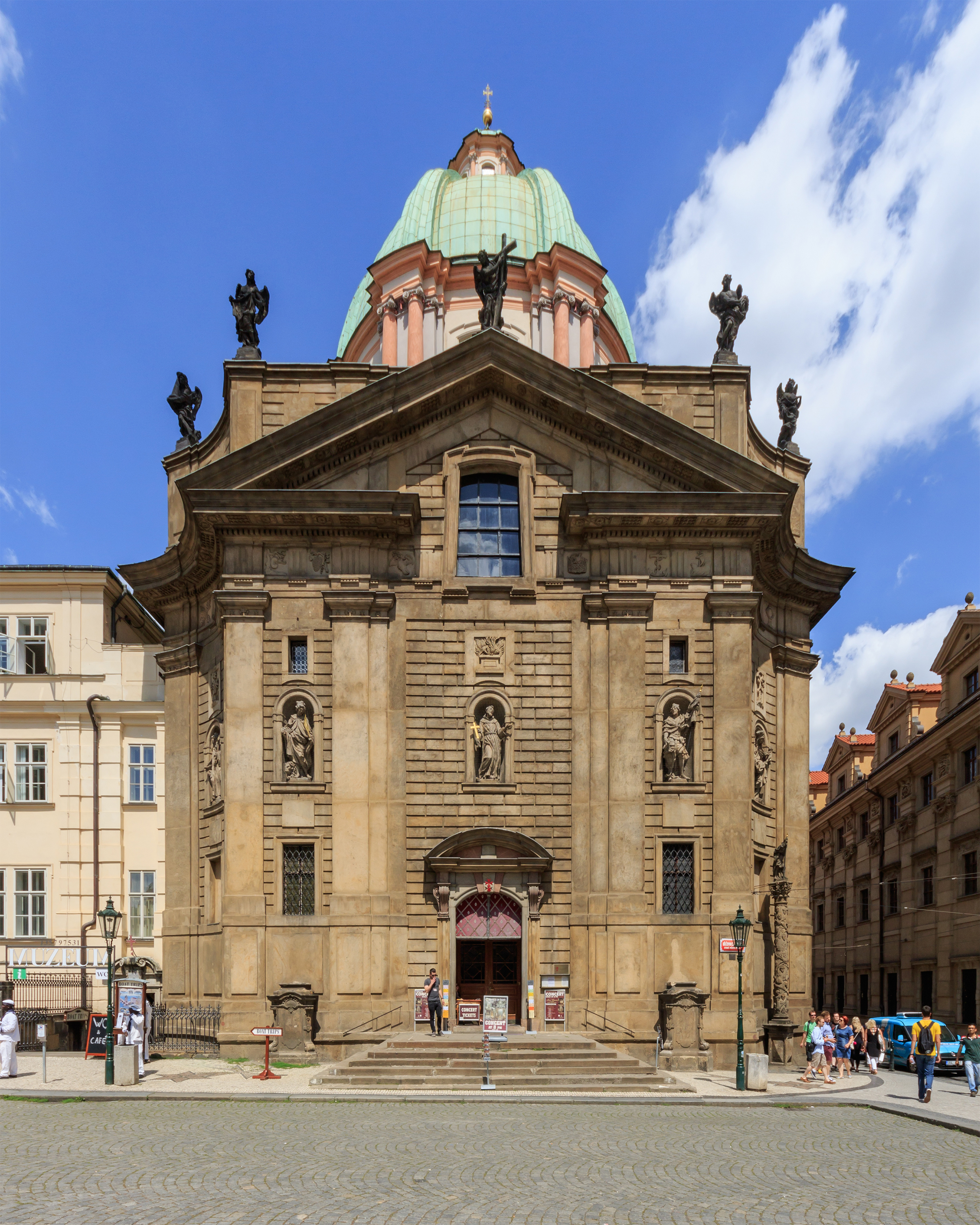
Kreuzherrenkirche

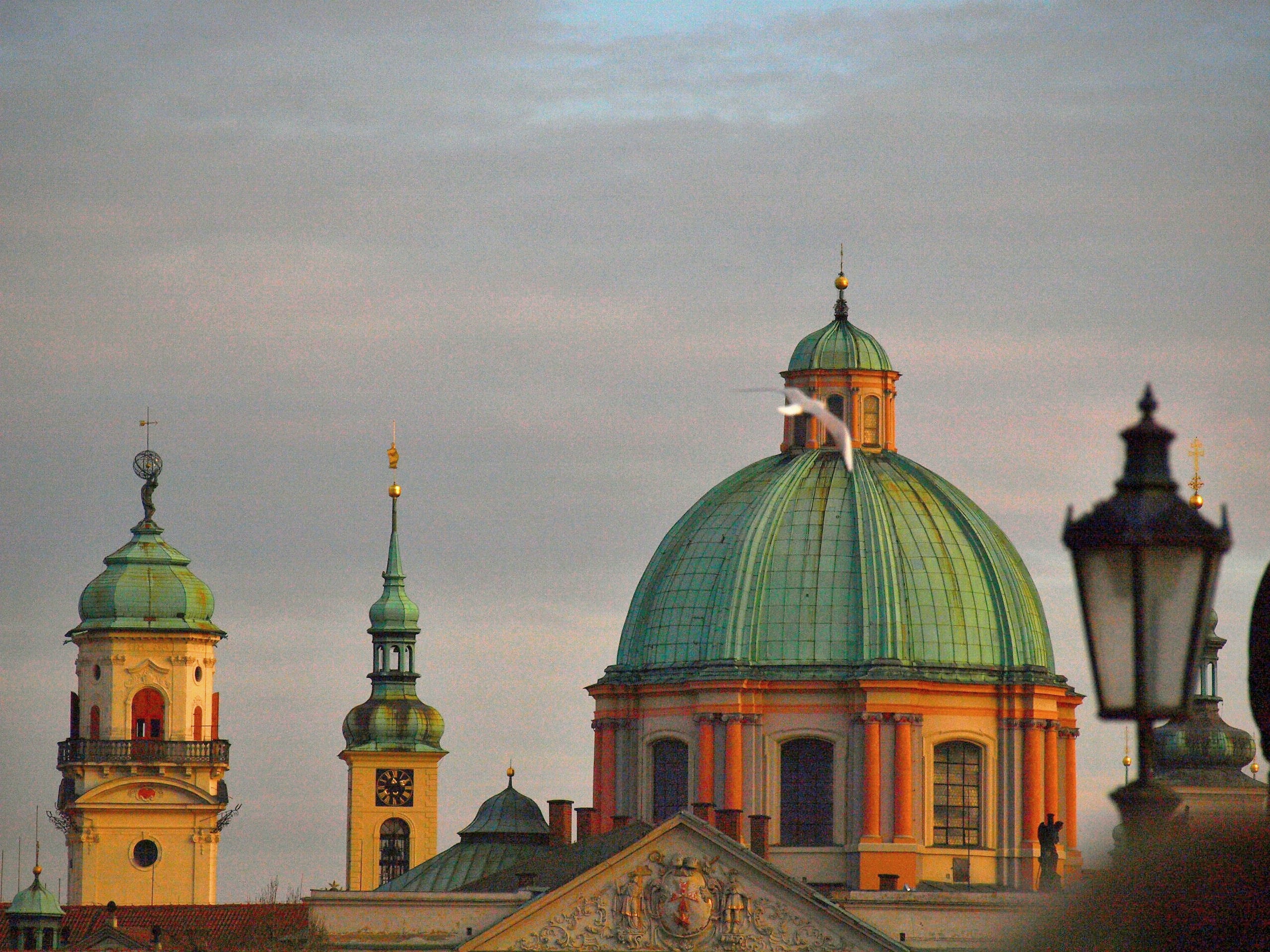
Charakteristische grüne Kuppel der Kirche. Blick aus der Karlsbrücke

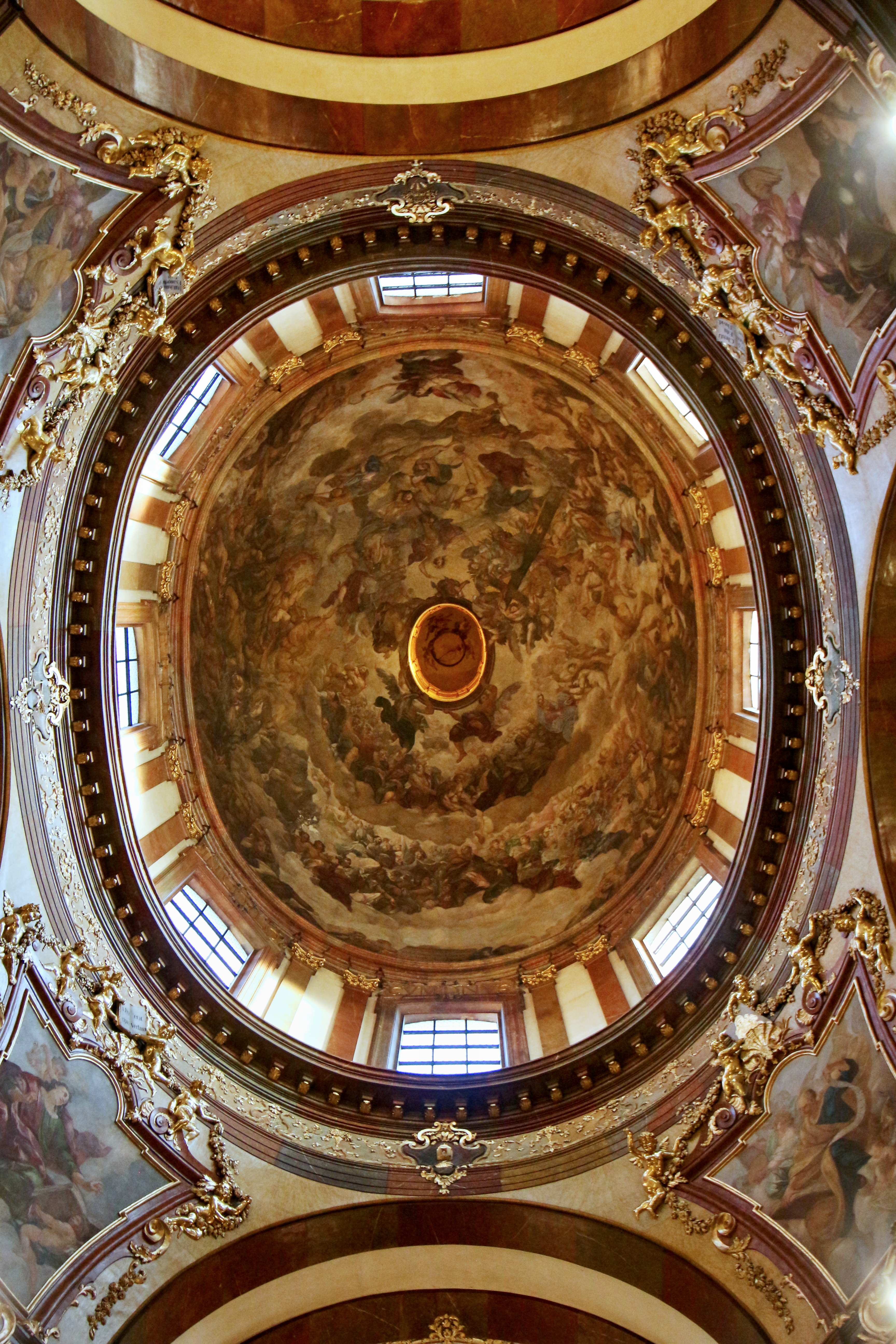
Blick in die Kuppel

Die Kreuzherrenkirche (auch Kirche des Heiligen Franziskus von Assisi oder St.-Franziskus-Seraphinus-Kirche; tschechisch Kostel svatého Františka z Assisi oder Kostel sv. Františka Serafínského) ist ein Kirchengebäude in der tschechischen Hauptstadt Prag und gehört zur Prager Altstadt. Die Kirche befindet sich am rechten Ufer der Moldau an der Ostseite der Karlsbrücke am Křižovnické náměstí (Kreuzherrenplatz).

## Gotischer Bau
Die Prager Kreuzherrenkirche geht auf die Heilige Agnes von Böhmen zurück. Sie gründete 1252 den Orden der Kreuzherren mit dem Roten Stern, für den sie am Brückentor der damaligen Judithbrücke ein Hospital mit einer Heilig-Geist-Kirche errichten ließ. Ihr Bruder, der böhmische König Wenzel I., übertrug den Kreuzherren 1253 im Gegenzug zum Recht, Brücken- und Wegezoll zu erheben, die Bewachung und Instandhaltung der Brücke. Diese Pflichten und Privilegien erloschen im 14. Jahrhundert mit dem Bau der Karlsbrücke (aus Sandstein der Steinbrüche der Kreuzherren bei Hloubětín).
Die heutige Kreuzherrenkirche steht an der Stelle der gotischen Anlage, zu der Agnes von Böhmen 1252 den Grundstein legte. Die nur 10 m lange und – mit Seitenschiffen – 12,5 m breite Kirche hatte einen fünfseitigen Abschluss und war mit ihrem Presbyterium ostwärts ausgerichtet. Der südliche Seiteneingang dieser ursprünglichen Kirche ist als Torso erhalten. Die Originalgestalt der Kirche ist im Brevier des Großmeisters Lew (1356) sowie auf einer Prozessionsmonstranz des Großmeisters Nikolaus Puchner erhalten.

## Barocker Bau
Nachdem der Kreuzherrenorden im 16. und 17. Jahrhundert seine größte Bedeutung erlangte, errichtete er an der Stelle der ursprünglich gotischen Kirche in den Jahren 1679–1688 einen barocken Neubau. Den Entwurf lieferte der Architekt Jean Baptiste Mathey, die Bauleitung oblag dem Baumeister Domenico Canevale. Eingeweiht wurde die Kirche vom Prager Erzbischof Johann Friedrich von Waldstein, der seit 1668 Hochmeister der Kreuzherren mit dem Roten Stern war.

## Ausstattung
Die Fassade schmücken fünf Statuen böhmischer Landespatrone (von links nach rechts: Hl. Agnes, Hl. Veit, Hl. Franz von Assisi', Hl. Wenzel, Hl. Ludmilla) aus dem Jahre 1723–1824 von Andreas Phillip Quittainer oder Mathias Wenzel Jäckel.
Die das Portal schmückenden Figuren der Jungfrau Maria und des Hl. Johannes von Nepomuk stammen von Richard Prachner.
Das Innere der Kirche wurde mit Marmor aus dem heutigen Prager Stadtteil Slivenec ausgestattet.
Namhafte Künstler waren an der Ausführung der Dekorationen beteiligt: Die Stuckaturen schuf Tomaso Soldati, die Fresken Wenzel Lorenz Reiner, von dem auch das Kuppelgemälde Jüngstes Gericht stammt. Das Hauptaltargemälde „Stigmatisierung des hl. Franz von Assisi“ schuf Johann Christoph Lischka, das Seitenaltargemälde „Erhöhung des Heiligen Kreuzes“ sowie das Gemälde „Vertreibung der Händler aus dem Tempel“ Lischkas Stiefvater Michael Willmann. Das Gemälde der Hl. Agnes malte Johann Georg Heinsch.
Die zehn Nischen in der Kirche wurden mit Sandsteinstatuen der Bildhauer Matthäus Jäckel: die heiligen Magdalena, Joseph, Nepomuk und Johannes der Täufer, Conrad Max Süßner: die heiligen Barbara, Katherina, Georg und Jeremias Süßner: die heiligen Joachim, Martin und Anna ausgestaltet.
Josef Seger, Christoph Willibald Gluck und Antonín Dvořák wirkten als Organisten an der Kreuzherrenkirche.
Nach der Samtenen Revolution 1990 wurde die Kirche sowie die anschließenden Konventsgebäude wieder dem Kreuzherrenorden restituiert.